# Opsikion

Les thèmes byzantins vers 780.

L'Opsikion (en grec ancien : [θέμα] Ὀψίκιον / [théma] Opsíkion, ou  θέμα Ὀψικίου / théma Opsikíou) est un thème de l'Empire byzantin situé dans le nord-ouest de l'Asie Mineure. Créé à partir de l'armée de service impériale, l'Opsikion est le plus grand et le plus prestigieux des premiers thèmes, et le plus proche de Constantinople. Impliqué dans plusieurs révoltes au cours du VIIIe siècle, il est scindé en trois vers 750. Il subsiste alors en tant que thème de second ordre jusqu'au lendemain de la quatrième croisade.

## Histoire
L'Opsikion est un des quatre premiers thèmes et trouve son origine dans les armées présentales de l'Empire romain d'Orient. Le terme Opsikion dérive du latin Obsequium qui, au début du VIIe siècle, fait référence à l'unité servant de garde à l'empereur en campagne ; il est possible qu'au début, cette unité était en garnison à l'intérieur même de Constantinople. Dans les années 640, cependant, à la suite des désastres survenus lors des incursions arabes, les restes des armées de terrain sont retirés d'Asie Mineure et établis dans de larges districts, les thèmes (themata). L'Opsikion est donc la région dans laquelle cette garde impériale est établie, qui correspond au nord-ouest de l'Asie Mineure (Mysie, Bithynie, parties de Galatie, Lydie et Paphlagonie), des Dardanelles au fleuve Halys, avec Ancyre comme capitale. La date exacte de son établissement est inconnue ; la plus ancienne référence indique une création vers 626, mais la première occurrence confirmée n'apparaît qu'en 680,,. Il est possible qu'à l'origine, il ait inclus la Thrace, qui semble avoir été administrée conjointement avec l'Opsikion à la fin du VIIe et au début du VIIIe siècle,.

Les thèmes en Asie Mineure vers 950.

Cette origine particulière de l'Opsikion se reflète dans plusieurs aspects de son organisation. Le titre de son commandant n'est pas stratège (στρατηγός / stratēgós) comme pour les autres thèmes, mais comes (κόμης / kómēs), en entier κόμης τοῦ βασιλικοῦ Ὀψικίου / kómēs tou basilikoû Opsikíou, « comte de l'Opsikion impérial »). Il n'est pas subdivisé en tourmai mais en domesticats formés à partir des corps d'élite de l'armée, tels les Optimates et les Bucellaires, deux termes remontant au recrutement de fœderati goths aux IVe – VIe siècles. Son prestige est par ailleurs illustré par les sceaux de ses commandants, sur lesquels il est appelé l'« Opsikion impérial gardé de Dieu » (θεοφύλακτον βασιλικόν ὀψίκιον / theophúlakton basilikón opsíkion, en latin a Deo conservandum imperiale Obsequium).
Thème le plus proche de la capitale impériale et jouissant de la prééminence sur les autres thèmes, ses comtes ont souvent été tentés par la révolte contre les empereurs. Déjà en 668, à la mort de Constant II en Sicile, le comte Mezezios planifie un soulèvement, qui échoue. Sous le patrikios Barasbakourios, l'Opsikion est la principale source du pouvoir de Justinien II. Cet empereur y installe en outre de nombreux Slaves capturés en Thrace, afin d'en renforcer sa puissance militaire ; la plupart d'entre eux déserte toutefois lors du premier affrontement avec les Arabes. En 713, l'armée de l'Opsikion renverse Philippicos Bardanès, l'homme qui a déposé et assassiné Justinien II, et place sur le trône Anastase II, avant de le remplacer par Théodose III en 715,. En 716, l'Opsikion supporte l'ascension au trône de Léon III l'Isaurien, mais en 718, son comte, le patrikios Isoès, se soulève en vain contre lui. En 741–742, le kouropalatēs Artabasde l'utilise comme base pour sa brève usurpation contre Constantin V. En 766, un autre comte est aveuglé après l'échec d'une mutinerie contre le même empereur. À cette époque, les révoltes de l'Opsikion ne sont pas seulement le reflet des ambitions de son comte : le thème est fermement iconodoule et opposé à la politique iconoclaste des empereurs isauriens. En conséquence, Constantin V décide de réduire sa puissance et en détache les nouveaux thèmes des Bucellaires et des Optimates,. Simultanément, il recrute de nouveaux régiments d'élite de gardes iconoclastes, les tagmata,.
L'Opsikion réduit devient alors un thème de cavalerie ordinaire : ses forces sont divisées en turmes et son comte, qui devient stratège à la fin du IXe siècle, descend à la sixième place dans la hiérarchie des commandants thématiques,,. Au IXe siècle, son salaire annuel est de 30 livres d'or, et il commande 6 000 hommes (à comparer aux 18 000 de l'ancien thème),. La capitale thématique est transférée à Nicée, et Constantin VII Porphyrogénète, dans son De Thematibus, mentionne neuf autres villes pour ce thème : Cotyaeum, Dorylée, Midaion, Apamée, Myrleia, Lampsaque, Parion, Cyzique et Abydos.
Lors de la révolte de Thomas le Slave au début des années 820, l'Opsikion reste loyal à Michel II. En 866, le stratège, Georges Peganès, se soulève avec les Thracésiens contre Basile Ier, alors coempereur de Michel III ; vers 930, Basile Chalkocheir se révolte contre Romain Ier Lécapène. Ces deux révoltes sont toutefois facilement matées et sont bien loin des révoltes du VIIIe siècle.
Le thème traverse la période Comnène et subsiste apparemment sous l'Empire de Nicée : Georges Acropolite mentionne qu'en 1234, le thème succombe aux « Italiens » (i.e. l'Empire latin de Constantinople),.

## Gouverneurs des Opsikion
Thème prestigieux à l'origine, le thème des Opsikion a été gouverné par plusieurs personnalités importantes : 
- Georges Bouraphos (mort en 713) : il est à l'initiative d'une révolte qui renverse Philippicos en 713, au moment du transfert de ses troupes d'Asie en Europe mais il ne parvient pas à prendre le pouvoir et est doublé par Anastase II, qui le fait aveugler ;
- Artabasde : il occupe cette fonction lors du règne de Léon III l'Isaurien, entre 718 et 741. A la mort de Léon III, il se révolte contre Constantin V et parvient un temps à contrôler Constantinople avant d'être vaincu et exécuté.